# Jacques III d'Hilaire de Jovyac
Jacques III d'Hilaire de Jovyac, né le 26 juillet 1655 au Château de Joviac (Rochemaure), décédé en janvier 1723 au même lieu est un officier de l'ancien régime. Il fut colonel d'un régiment à son nom et chevalier de Saint-Louis.

## Biographie
Fils de François d'Hilaire de Jovyac, seigneur de Jovyac, d'Esplans, Saint-Martin, le Soubeyran, Peyrolles, le Teil et de Louise de Sauzéa, il est le premier de sa famille à se qualifier de « marquis de Jovyac », (titre de courtoisie).
Il épousa à Viviers, le 5 février 1687 (contrat passé à Jaujac) Françoise Lasniel, fille d'Antoine, co-seigneur de Valvignères, et de Magdeleine Bouvier, dont il eut cinq enfants.
D'abord cornette dans le régiment de Pracomtal-cavalerie en 1677, lieutenant en 1679, capitaine-major puis lieutenant-colonel au régiment de Vogüé les 4 mars 1689 et 12 avril 1695, il devint colonel du même régiment le 28 mars 1696, pendant le séjour de ce régiment en Savoie. Le 16 avril 1696, M. de Vogüé ayant quitté le régiment, celui-ci prit désormais le nom de Jovyac. Lors du séjour qu'effectuait à Chambéry M. de Jovyac, durant cette même année 1696, il s'y produisit un incident « qui mit en évidence la confiance, la considération et l'influence qu'il s'était acquises par son mérite. Il s'éleva entre les habitants de Chambéry et trois régiments français qui étaient en garnison dans cette ville, une vive dispute, qui dégénéra en tumulte général ». M. de Jovyac étant intervenu « avec sagesse et fermeté », le calme et la paix se rétablirent en peu de temps. « Aux feux de joye qu'il en fut fait par toute la ville pour fêter cette réconciliation, tout retentit des cris de joye de : Vivent Savoye et Jovyac ! ». M. de Gaut, premier président du Sénat de Savoie, en rappelant ce glorieux épisode de la vie de Jacques d'Hilaire de Jovyac, « se plaisait à attester l'excellent souvenir que la ville avait conservé de ce brillant officier ».
À la fin de 1696, le régiment de Jovyac partit pour la Catalogne et dans cette occasion, M. de Jovyac « sut inspirer à ses hommes un si admirable entrain » que M. de Grignan, gouverneur de Provence, gendre de Madame de Sévigné, lui écrivit qu'« il en avait rendu compte avec plaisir » au roi. Le 30 septembre 1697, peu avant la paix et la signature du second traité de Ryswick, Louis XIV en personne exprimait à M. de Jovyac sa satisfaction de la belle conduite qu'avait tenue son régiment durant la campagne. À cette occasion, le roi donna l'ordre aux dix compagnies composant le régiment de Jovyac de quitter la Catalogne pour se rendre au Pastel, en Languedoc, et de se mettre à la disposition du comte de Broglie. En échange de son régiment, qui fut licencié, le colonel de Jovyac obtint le grade d'inspecteur général des milices postées sur le Rhône, l'Ardèche et le Chassezac.
En 1702, il présida les États de Vivarais, comme ayant été député de la noblesse de la province à l'assemblée précédente des États de Languedoc. Durant cette même année 1702, il était colonel du régiment des milices du Vivarais et de 1703 à sa mort, il fut « commandant en chef de toutes les vieilles et nouvelles troupes du bas Vivarais », et souvent même de celles du haut Vivarais que lui confiait M. de Courten, leur général. Pendant la peste qui sévit en 1720 et 1721, il commanda le régiment d'Auvergne « posté sur le Rhône pour protéger l'entrée du Vivarais », dirigeant également le cordon sanitaire jusqu'aux environs de Langogne et de Pradelles. Le chanoine Baconnier écrit dans la Revue du Vivarais : « On peut dire que le colonel d'Hilaire était né pour le commandement. Sa haute taille, sa belle prestance, son caractère à la fois bon, ferme et loyal, sa vive intelligence, ses décisions sages et pratiques lui donnaient une autorité sans conteste. Aussi les longs services qu'il fournit à son pays furent-ils toujours appréciés… ». 